# Hvidbrystet kalkunhøne
Hvidbrystet kalkunhøne  (Agelastes meleagrides) er en fugl i familien perlehøns inden for ordnen hønsefugle. Fuglen forekommer i området  fra det sydøstlige Sierra Leone til Elfenbenskysten og det vestlige Ghana. Den  Internationale Union for Bevarelse af Naturen (IUCN) kategoriserer arten som sårbar pga. indskrænkning af dens  habitat. Dens kost består hovedsageligt af frø, bær, termitter og små dyr.